# Vic Records
Vic Records är ett skivbolag som grundades 1992 i Nederländerna. De fokuserar på olika typer av metal. Den första skivan som släpptes var Katatonias debut, mini-cd:n Jhva Elohim Meth. Andra albumet som släpptes på bolaget var med det Göteborgsbaserade death metal-bandet Crystal Age, lett av Oscar Dronjak, som släppte sitt debutalbum Far Beyond Divine Horizons. Hammerfalls debutskiva, Glory to the Brave, släpptes också ursprungligen på Vic Records, men såldes sedan till Nuclear Blast. Sedan 2005 har bolaget jobbat på en återfödsel.

## Artister
- Alkonost
- Another Life
- Arkona
- Crystal Age
- Damned Spirits' Dance
- Deadmarch
- The Gathering
- Hammerfall
- Infestdead
- Katatonia
- Memory Garden
- October Tide
- Paganizer
- Ribspreader
- Sear Bliss
- Serpent
- Sin of Cain
- This Haven
- Total Error